# Matag-ob
Matag-ob ist eine philippinische Stadtgemeinde in der Provinz Leyte. Sie hat 18.373 Einwohner (Zensus 1. August 2015).

## Baranggays
Matag-ob ist politisch in 21 Baranggays unterteilt.
| - Balagtas - Bulak - Cambadbad - Candelaria - Cansoso - Mansahaon - Masaba - Naulayan - Bonoy (Pob.) - Mansalip (Pob.) - Riverside (Pob.) | - Talisay (Pob.) - San Dionisio - San Marcelino - San Sebastian - San Vicente - Santa Rosa - Santo Rosario - Imelda - Malazarte - San Guillermo |